# Leichtathletik-Weltmeisterschaften 2011/400 m der Frauen

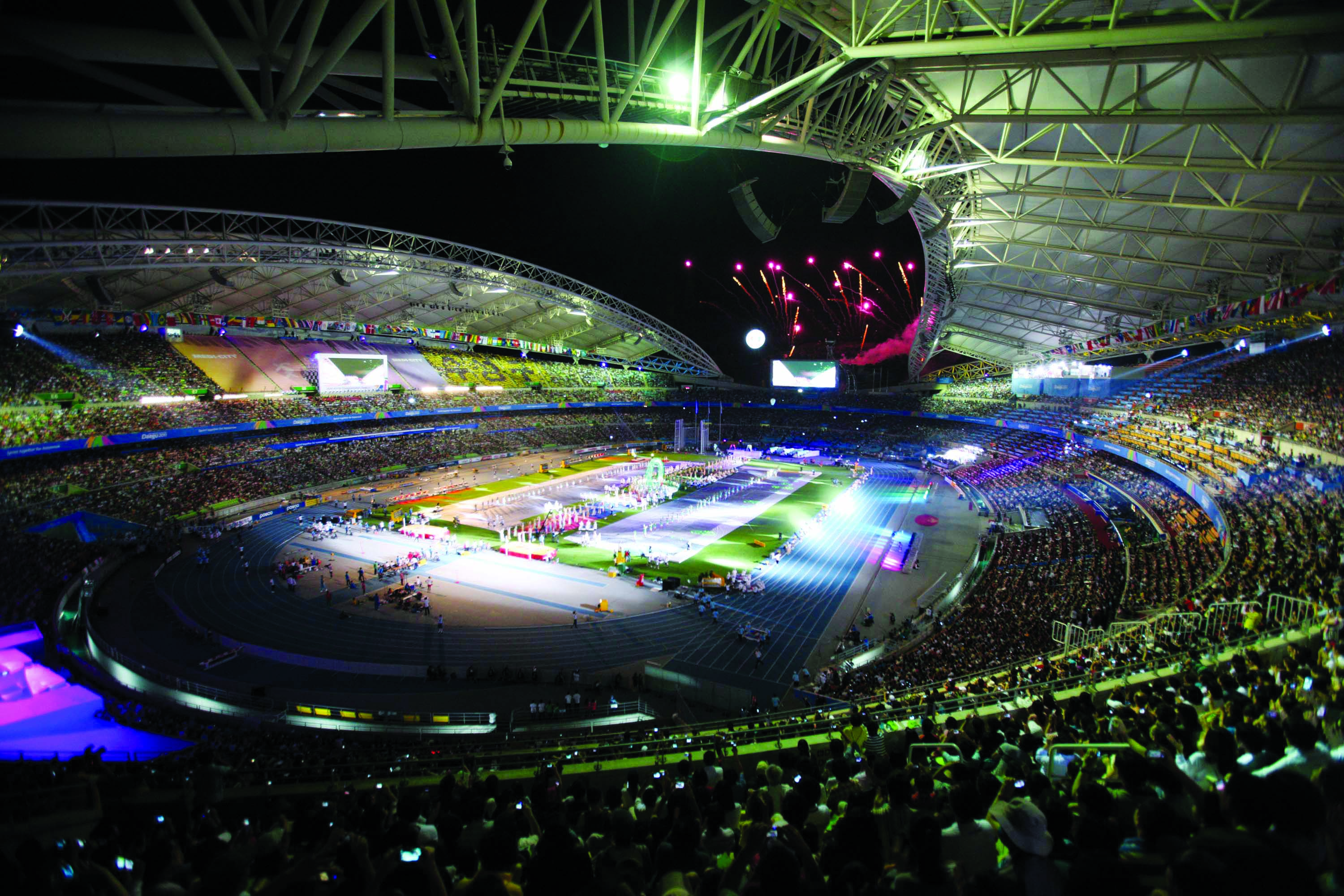
Das Daegu-Stadion im Jahr 2010

Der 400-Meter-Lauf der Frauen bei den Leichtathletik-Weltmeisterschaften 2011 wurde vom 27. bis 29. August 2011 im Daegu-Stadion der südkoreanischen Stadt Daegu ausgetragen.
In diesem Wettbewerb errangen die Läuferinnen aus den Vereinigten Staaten mit Silber und Bronze zwei Medaillen.

Weltmeisterin wurde die zweifache Afrikameisterin (2008/2010) und Vizeafrikameisterin von 2006 Amantle Montsho aus Botswana.

Rang zwei belegte die in der Vergangenheit vor allem über 200 Meter erfolgreiche Allyson Felix. Auf dieser kürzeren Distanz war sie dreifache Weltmeisterin (2005/2007/2009) und zweifache Olympiazweite (2004/2008). Außerdem hatte sie einige Staffelmedaillen vorzuweisen. Über 4 × 400 Meter war sie zweifache Weltmeisterin (2007/2009) und Olympiasiegerin von 2008, über 4 × 100 Meter hatte sie 2007 Gold gewonnen. Hier in Daegu errang sie vier Tage später Bronze im 200-Meter-Einzelfinale und gewann zwei weitere Goldmedaillen mit der 4-mal-100- sowie der 4-mal-400-Meter-Staffel.

Bronze ging an Francena McCorory, die darüber hinaus unter anderem zusammen mit Allyson Felix als Mitglied der 4-mal-400-Meter-Staffel fünf Tage später Weltmeisterin wurde.

## Bestehende Rekorde
| Weltrekord | 47,60 s | Marita Koch           | Canberra, Australien          | 6. Oktober 1985 |
| WM-Rekord  | 47,99 s | Jarmila Kratochvílová | WM 1983 in Helsinki, Finnland | 10. August 1983 |

Der seit den ersten Weltmeisterschaften 1983 bestehende WM-Rekord blieb auch hier in Daegu ungefährdet.
Es wurden zwei Landesrekorde aufgestellt.
- 54,81 s – Ambwene Simukonda (Malawi), vierter Vorlauf am 27. August
- 49,56 s – Amantle Montsho (Botswana), Finale am 29. August

## Doping
Hier gab es drei Dopingfälle:
- Anastassija Kapatschinskaja, Russland, zunächst Dritte. Sie hatte, wie Nachtests ergaben, wie zwei weitere Athleten Steroide bei den Olympischen Spielen 2008 eingesetzt, was zu einer Sperre von vier Jahren führte. Ihre seit August 2008 erzielten Resultate wurden gestrichen, darunter auch ihr Einzelergebnis über 400 Meter und der dritte Rang der russischen 4-mal-400-Meter-Staffel bei diesen Weltmeisterschaften.[2]
- Antonina Jefremowa, Ukraine, im Halbfinale ausgeschieden. Sie wurde zusammen mit zwei weiteren Sportlerinnen bei Nachtests zu diesen Weltmeisterschaften positiv getestet. In ihrem Fall wurden synthetische Hormone gefunden. Die drei überführten Athletinnen wurden für jeweils zwei Jahre gesperrt. Jefremowas WM-Resultate von Daegu im 400-Meter-Einzelrennen und ihr fünfter Platz mit der 4-mal-400-Meter-Staffel wurden annulliert.[3]
- Pınar Saka, Türkei – in der Vorrunde ausgeschieden. Sie verstieß, wie sich 2013 herausstellte, im Juni 2010 gegen die Antidopingbestimmungen. Der Verstoß wurde mit einer dreijährigen Sperre bis zum 2. Juni 2016 geahndet und ihre Resultate von den Weltmeisterschaften 2011 im 400-Meter-Einzelrennen sowie auch in der 4-mal-400-Meter-Staffel – das Team schied in der Vorrunde aus – wurden gestrichen.[4]

Leidtragende waren drei Athletinnen, denen der Einzug in die jeweils nächste Runde verwehrt wurde, sowie eine Teilnehmerin, der ihre Medaille lange vorenthalten wurde. Unter Zugrundelegung der hier erzielten Resultate waren folgende Läuferinnen von Benachteiligungen betroffen:
- Francena McCorory, USA – erhielt ihre Bronzemedaille erst mit mehrjähriger Verspätung und konnte nicht an der Siegerehrung teilnehmen
- Rosemarie Whyte, Jamaika – als Zweite des dritten Halbfinales eigentlich für das Finale qualifiziert
- Aliann Pompey, Guyana – als Dritte des zweiten Vorlaufs eigentlich für das Halbfinale qualifiziert
- Tjipekapora Herunga, Namibia – als Vierte des zweiten Vorlaufs eigentlich für das Halbfinale qualifiziert

## Vorrunde
Die Vorrunde wurde in fünf Läufen durchgeführt. Die ersten vier Athletinnen pro Lauf – hellblau unterlegt – sowie die darüber hinaus vier zeitschnellsten Läuferinnen – hellgrün unterlegt – qualifizierten sich für das Halbfinale.

### Vorlauf 1
27. August 2011, 20:05 Uhr
| Platz | Name                     | Nation        | Zeit    |
| ----- | ------------------------ | ------------- | ------- |
| 1     | Novlene Williams-Mills   | Jamaika       | 51,30 s |
| 2     | Allyson Felix            | USA           | 51,45 s |
| 3     | Joanne Cuddihy           | Irland        | 51,82 s |
| 4     | Marta Milani             | Italien       | 51,94 s |
| 5     | Geisa Aparecida Coutinho | Brasilien     | 52,15 s |
| 6     | Graciela Martins         | Guinea-Bissau | 58,22 s |
| 7     | Sandrine Thiébaud-Kangni | Togo          | 59,68 s |
| DOP   | Pınar Saka               | Türkei        | 53,59 s |

### Vorlauf 2
27. August 2011, 20:14 Uhr
| Platz | Name                        | Nation   | Zeit                                               |
| ----- | --------------------------- | -------- | -------------------------------------------------- |
| 1     | Ndèye Fatou Soumah          | Senegal  | 52,23 s                                            |
| 2     | Jessica Beard               | USA      | 52,40 s                                            |
| 3     | Aliann Pompey               | Guyana   | 53,59 s eigentlich für das Halbfinale qualifiziert |
| 4     | Tjipekapora Herunga         | Namibia  | 54,08 s eigentlich für das Halbfinale qualifiziert |
| 5     | Alaa Hikmat                 | Irak     | 55,62 s                                            |
| DOP   | Antonina Jefremowa          | Ukraine  | 51,35 s für das Halbfinale zugelassen              |
| DOP   | Anastassija Kapatschinskaja | Russland | 51,43 s für das Halbfinale zugelassen              |

### Vorlauf 3

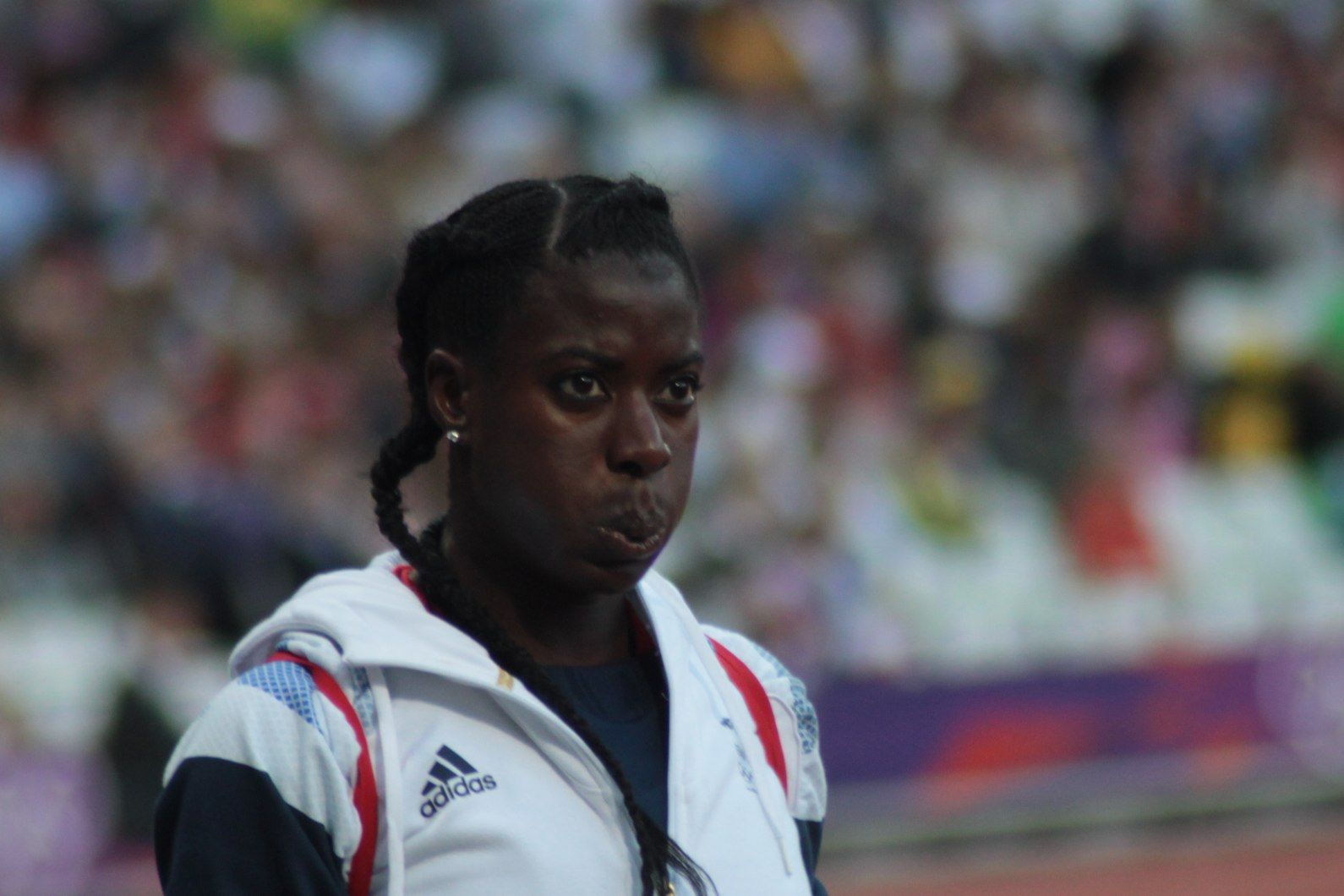
Die aktuelle Olympiasiegerin und Weltmeisterin von 2009 Christine Ohuruogu wurde nach einem Fehlstart disqualifiziert

27. August 2011, 20:23 Uhr
| Platz | Name                    | Nation                       | Zeit                        |
| ----- | ----------------------- | ---------------------------- | --------------------------- |
| 1     | Rosemarie Whyte         | Jamaika                      | 051,38 s                    |
| 2     | Antonina Kriwoschapka   | Russland                     | 051,52 s                    |
| 3     | Natalija Pyhyda         | Ukraine                      | 051,67 s                    |
| 4     | Fantu Magiso            | Äthiopien                    | 052,23 s                    |
| 5     | Racheal Nachula         | Sambia                       | 053,49 s                    |
| 6     | Daisurami Bonne         | Kuba                         | 053,69 s                    |
| 7     | Evodie Lydie Saramandji | Zentralafrikanische Republik | 1:05,10 min                 |
| DSQ   | Christine Ohuruogu      | Großbritannien               | IAAF Rule 162.8 – Fehlstart |

### Vorlauf 4
27. August 2011, 20:32 Uhr
| Platz | Name              | Nation         | Zeit       |
| ----- | ----------------- | -------------- | ---------- |
| 1     | Amantle Montsho   | Botswana       | 50,96 s    |
| 2     | Francena McCorory | USA            | 52,18 s    |
| 3     | Lee McConnell     | Großbritannien | 52,75 s    |
| 4     | Maris Mägi        | Estland        | 52,93 s    |
| 5     | Norma González    | Kolumbien      | 53,35 s    |
| 6     | Aymée Martínez    | Kuba           | 53,67 s    |
| 7     | Ambwene Simukonda | Malawi         | 54,81 s NR |

### Vorlauf 5
27. August 2011, 20:41 Uhr
| Platz | Name                | Nation          | Zeit    |
| ----- | ------------------- | --------------- | ------- |
| 1     | Sanya Richards-Ross | USA             | 51,37 s |
| 2     | Shericka Williams   | Jamaika         | 51,66 s |
| 3     | Moa Hjelmer         | Schweden        | 52,26 s |
| 4     | Denisa Rosolová     | Tschechien      | 52,51 s |
| 5     | Nicola Sanders      | Großbritannien  | 52,65 s |
| 6     | Kseniya Karandyuk   | Ukraine         | 54,10 s |
| 7     | Betty Burua         | Papua-Neuguinea | 56,98 s |

## Halbfinale
Aus den drei Halbfinalläufen qualifizierten sich die jeweils ersten beiden Athletinnen – hellblau unterlegt – sowie die darüber hinaus zwei zeitschnellsten Läuferinnen – hellgrün unterlegt – für das Finale.

### Halbfinallauf 1
28. August 2011, 18:55 Uhr
| Platz | Name                   | Nation         | Zeit (s) |
| ----- | ---------------------- | -------------- | -------- |
| 1     | Allyson Felix          | USA            | 50,36    |
| 2     | Novlene Williams-Mills | Jamaika        | 50,48    |
| 3     | Antonina Kriwoschapka  | Russland       | 50,55    |
| 4     | Natalija Pyhyda        | Ukraine        | 51,61    |
| 5     | Moa Hjelmer            | Schweden       | 52,35    |
| 6     | Nicola Sanders         | Großbritannien | 52,47    |
| 7     | Maris Mägi             | Estland        | 53,27    |
| 8     | Fantu Magiso           | Äthiopien      | 53,41    |

Im ersten Halbfinale ausgeschiedene Läuferinnen:

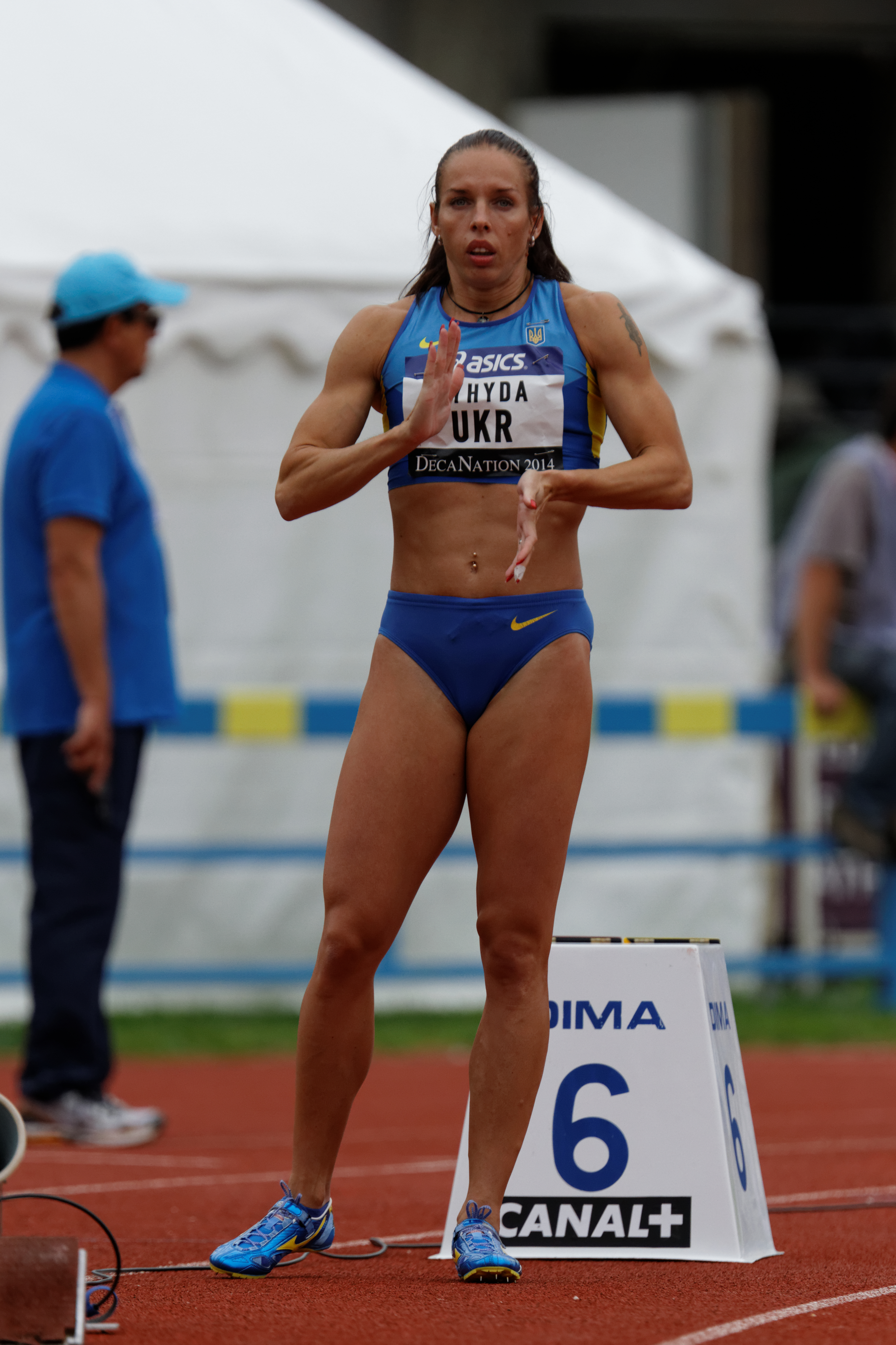
Natalija Pyhyda Rang vier in 51,16 s
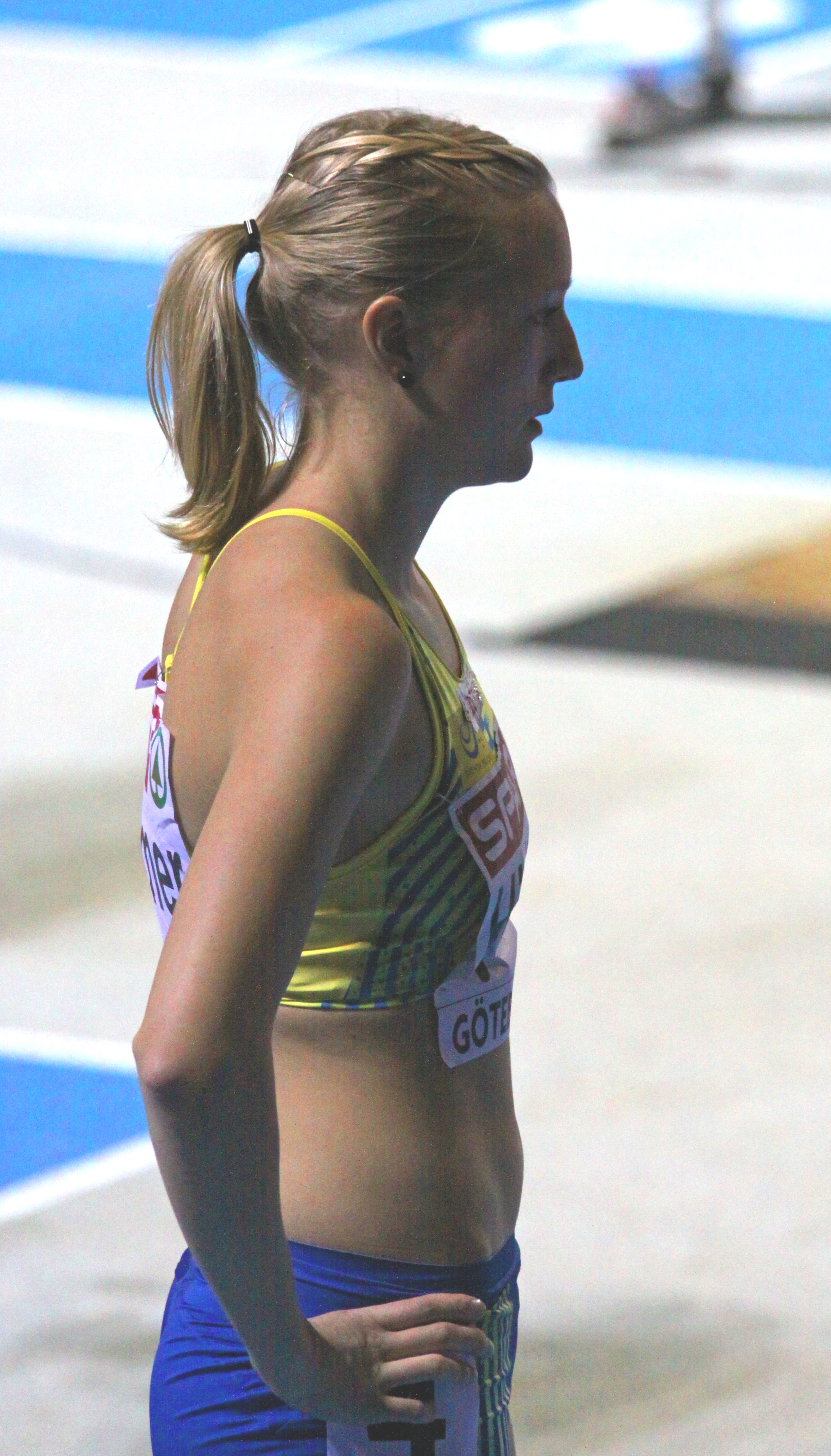
Moa Hjelmer Rang fünf in 52,35 s
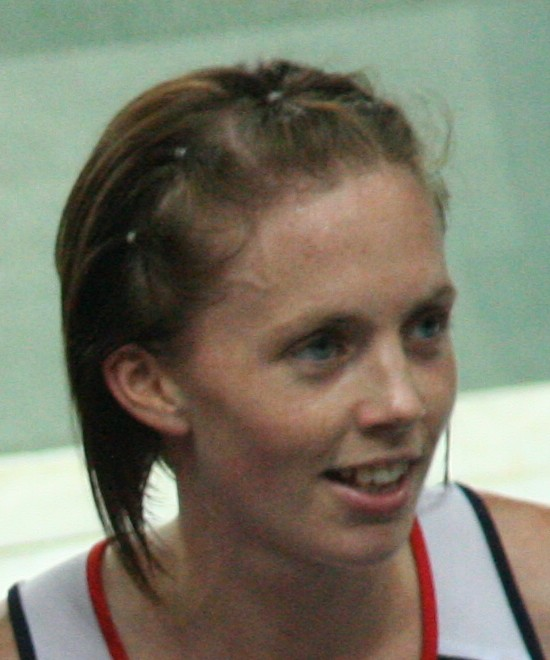
Nicola Sanders Rang sechs in 52,47 s
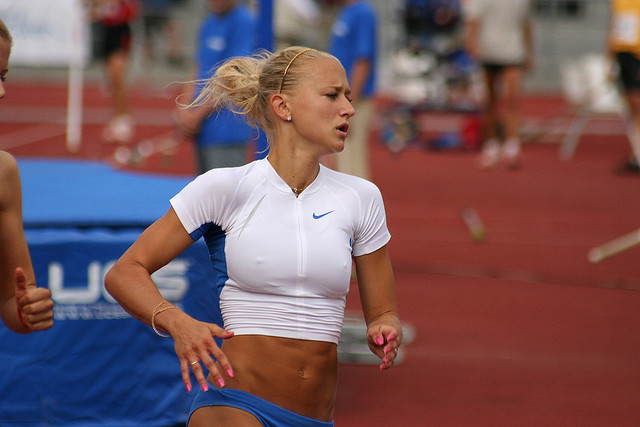
Maris Mägi Rang sieben in 53,27 s
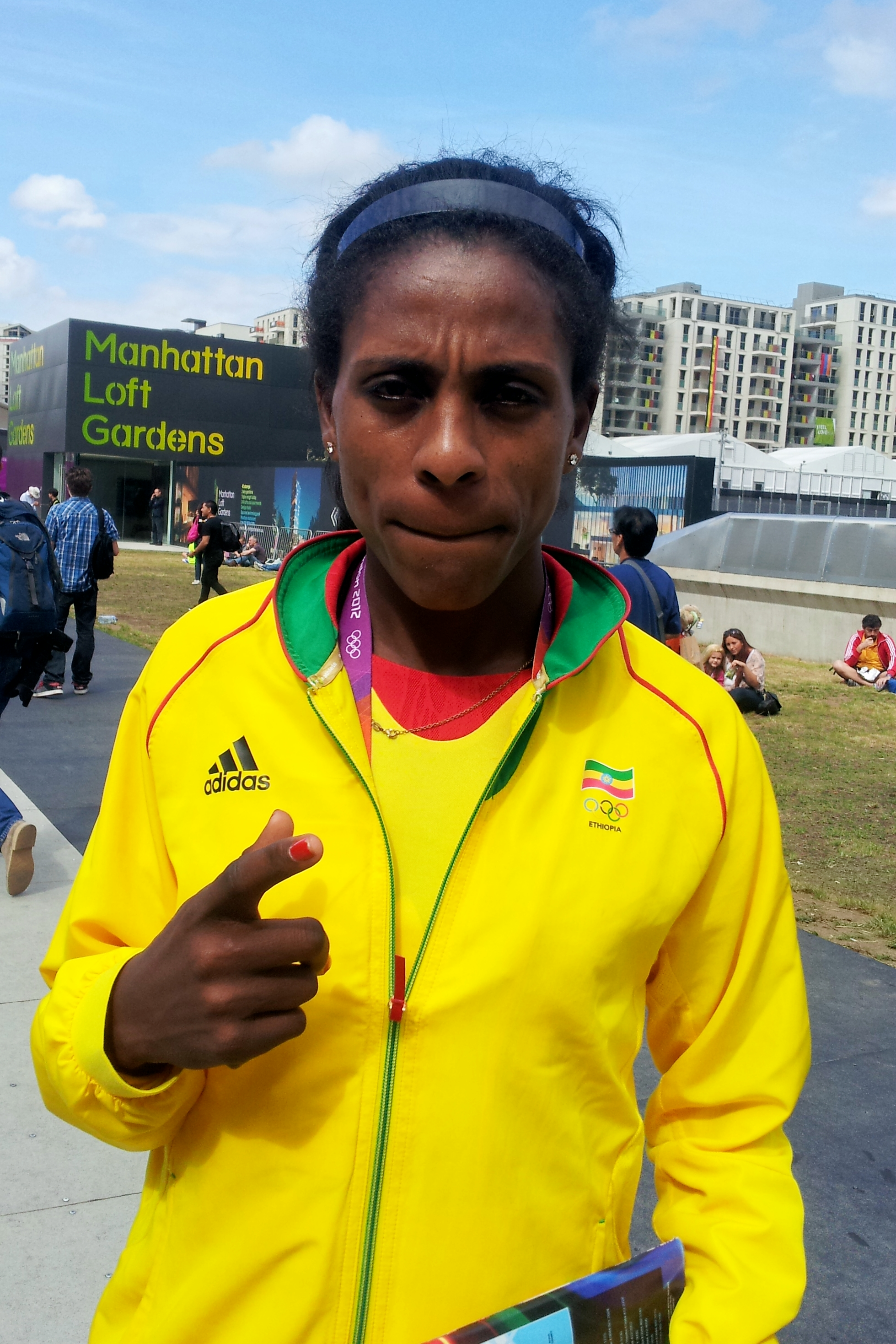
Fantu Magiso Rang acht in 53,41 s

### Halbfinallauf 2

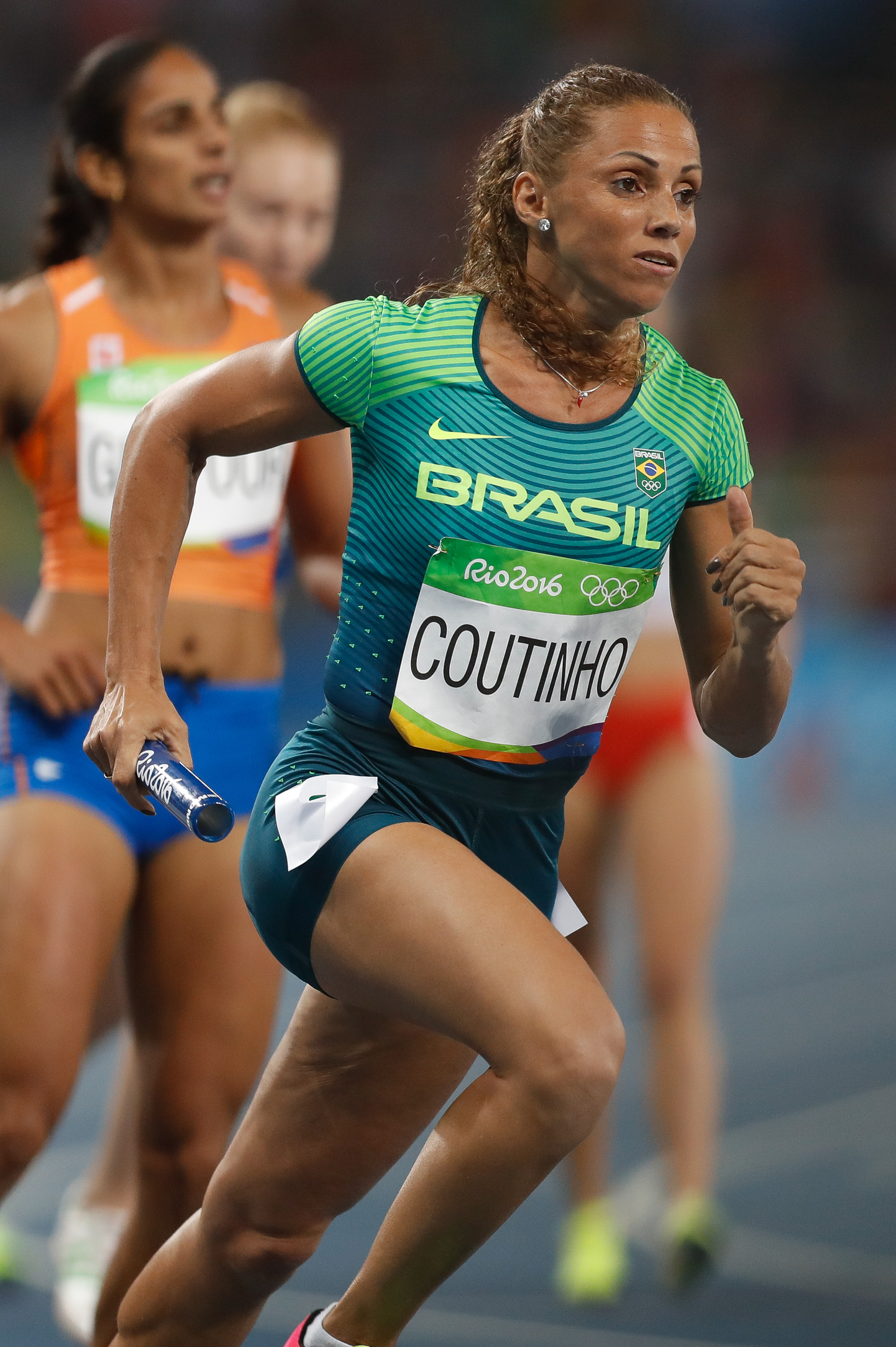
Geisa Aparecida Coutinho – ausgeschieden als Fünfte in 51,87 s
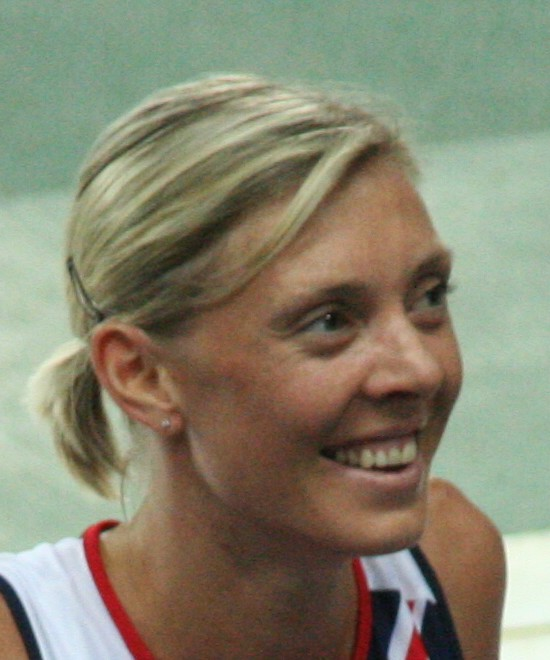
Lee McConnell – ausgeschieden als Sechste in 51,97 s

28. August 2011, 19:03 Uhr
| Platz | Name                     | Nation         | Zeit (s) |
| ----- | ------------------------ | -------------- | -------- |
| 1     | Francena McCorory        | USA            | 50,24    |
| 2     | Shericka Williams        | Jamaika        | 50,46    |
| 3     | Sanya Richards-Ross      | USA            | 50,66    |
| 4     | Marta Milani             | Italien        | 51,86    |
| 5     | Geisa Aparecida Coutinho | Brasilien      | 51,87    |
| 6     | Lee McConnell            | Großbritannien | 51,97    |
| 7     | Norma González           | Kolumbien      | 52,29    |
| DOP   | Antonina Jefremowa       | Ukraine        | 50,88    |

### Halbfinallauf 3
28. August 2011, 19:11 Uhr
| Platz | Name                        | Nation     | Zeit (s)                                     |
| ----- | --------------------------- | ---------- | -------------------------------------------- |
| 1     | Amantle Montsho             | Botswana   | 50,13                                        |
| 2     | Rosemarie Whyte             | Jamaika    | 50,90 eigentlich für das Finale qualifiziert |
| 3     | Jessica Beard               | USA        | 51,27                                        |
| 4     | Ndèye Fatou Soumah          | Senegal    | 52,10                                        |
| 5     | Denisa Rosolová             | Tschechien | 52,53                                        |
| 6     | Racheal Nachula             | Sambia     | 53,30                                        |
| DSQ   | Joanne Cuddihy              | Irland     | IAAF Rule 162.8 – Fehlstart                  |
| DOP   | Anastassija Kapatschinskaja | Russland   | 50,41 für das Finale zugelassen              |

Im dritten Halbfinale ausgeschiedene Läuferinnen:

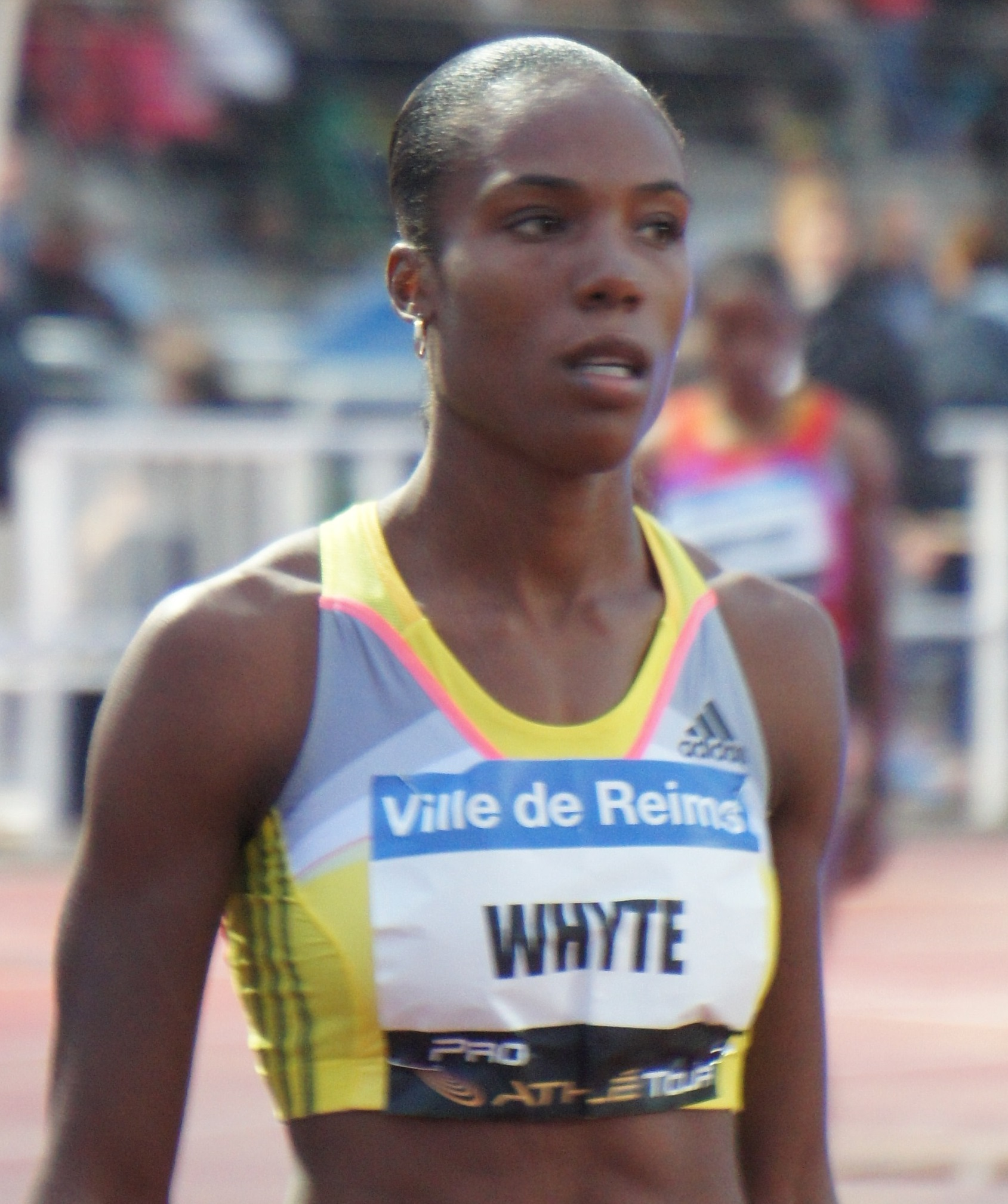
Rosemarie Whyte wurde durch eine gedopte Läuferin um die Finalteilnahme gebracht
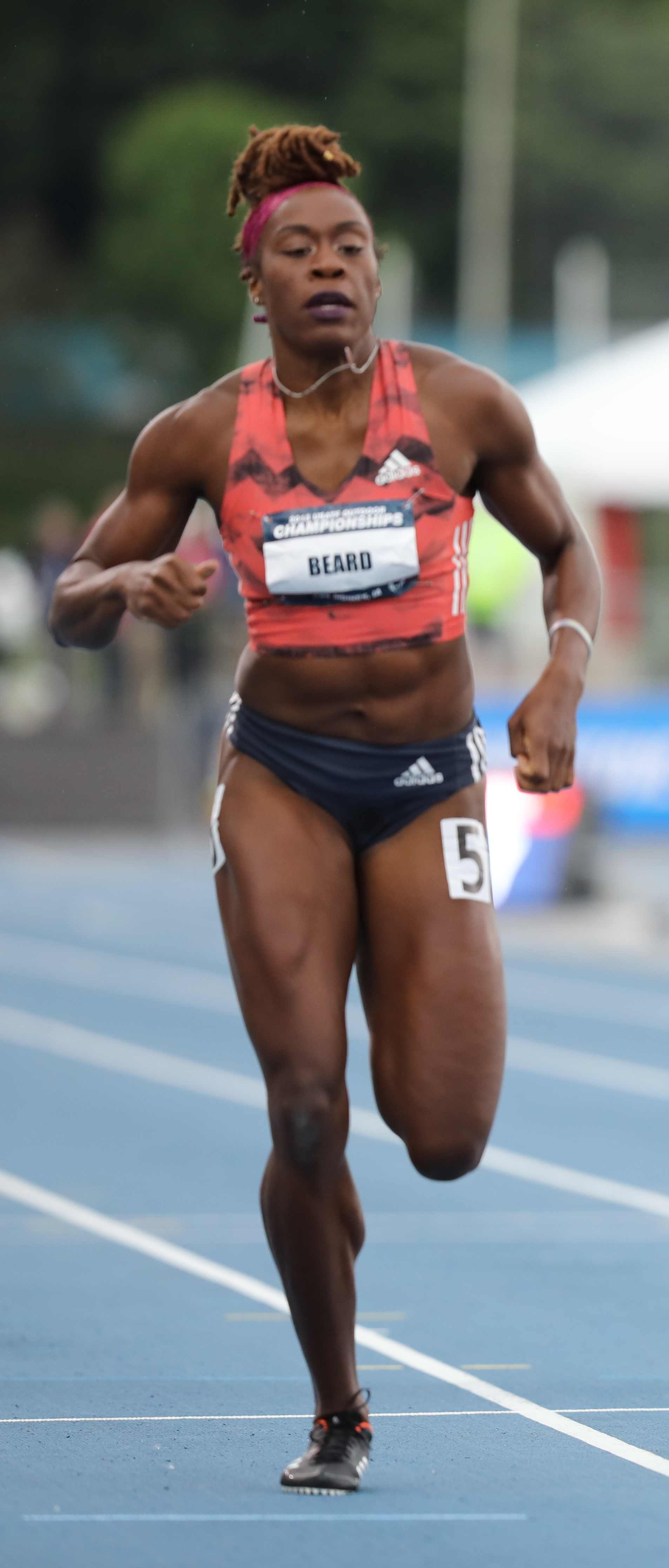
Jessica Beard Rang drei in 51,27 s
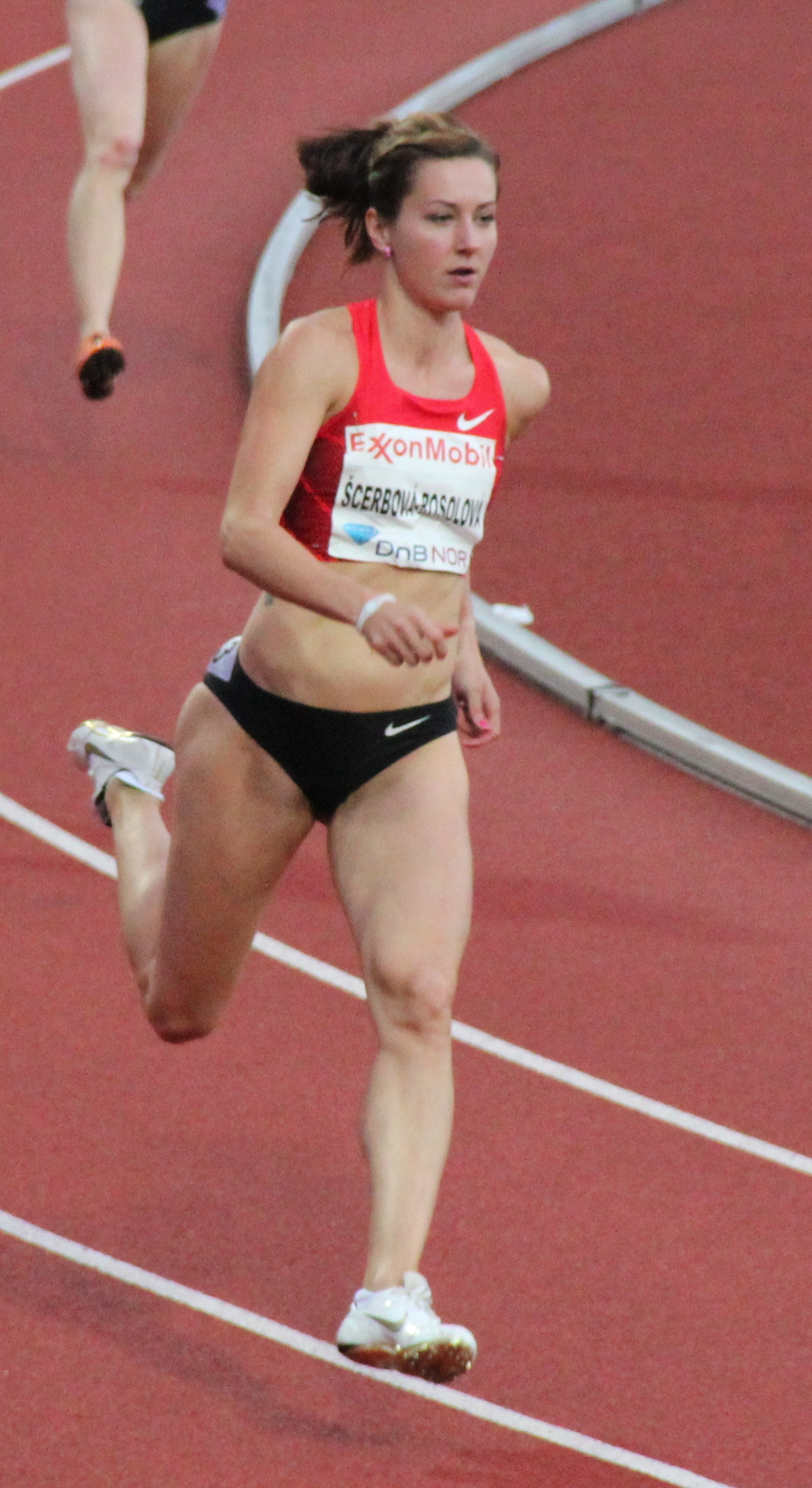
Denisa Rosolová Rang fünf in 52,53 s

## Finale

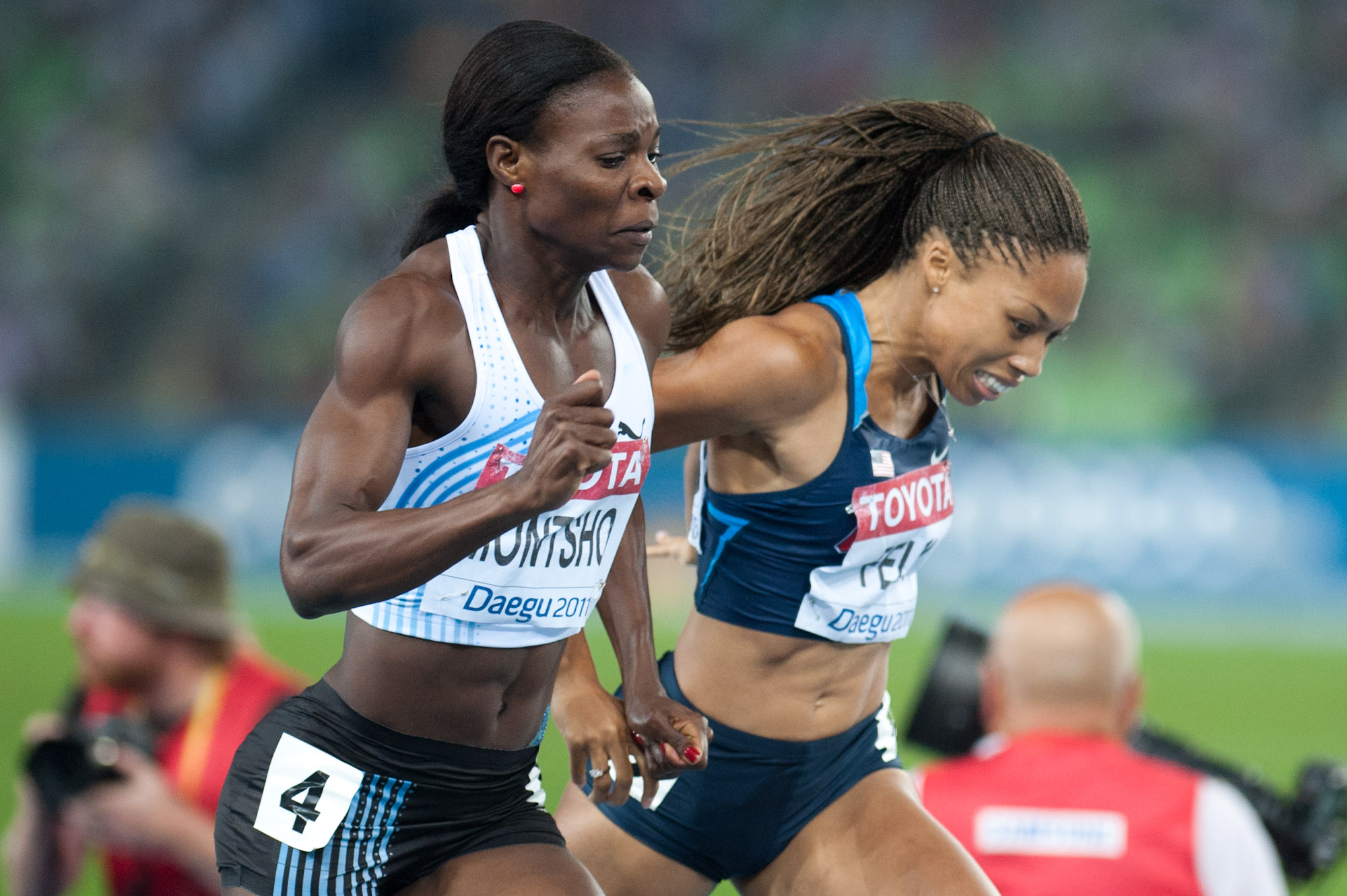
Hauchdünner Sieg für Amantle Montsho
vor Allyson Felix

29. August 2011, 21:05 Uhr
| Platz | Name                        | Nation   | Zeit (s) |
| ----- | --------------------------- | -------- | -------- |
| 1     | Amantle Montsho             | Botswana | 49,56 NR |
| 2     | Allyson Felix               | USA      | 49,59    |
| 3     | Francena McCorory           | USA      | 50,45    |
| 4     | Antonina Kriwoschapka       | Russland | 50,66    |
| 5     | Shericka Williams           | Jamaika  | 50,79    |
| 6     | Sanya Richards-Ross         | USA      | 51,32    |
| 7     | Novlene Williams-Mills      | Jamaika  | 52,89    |
| DOP   | Anastassija Kapatschinskaja | Russland | 50,24    |

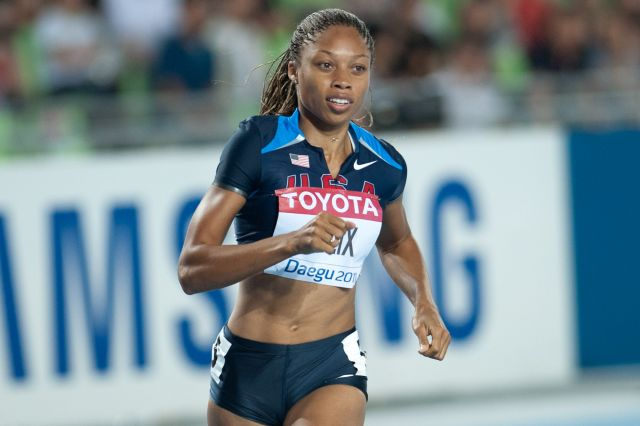
Silber gab es für die dreifache 200 Meter-Weltmeisterin Allyson Felix
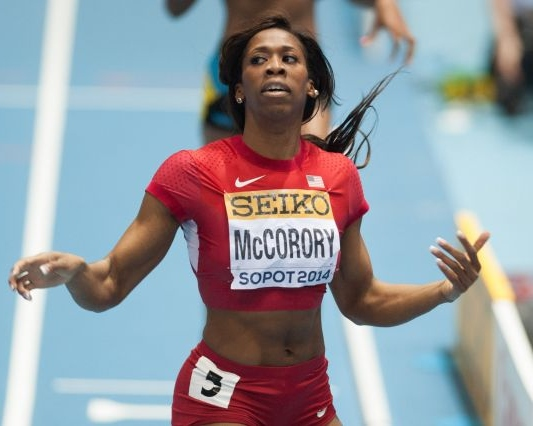
Bronzemedaillengewinnerin Francena McCorory
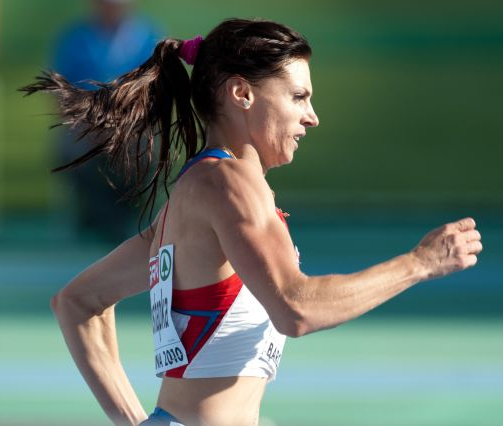
Antonina Kriwoschapka, 2009 WM-Dritte und 2010 EM-Dritte, verpasste als Vierte Bronze um 21 Hundertstelsekunden
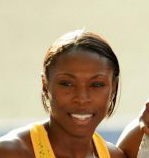
Shericka Williams, 2008 Olympiazweite und 2009 Vizeweltmeisterin, kam auf den fünften Platz
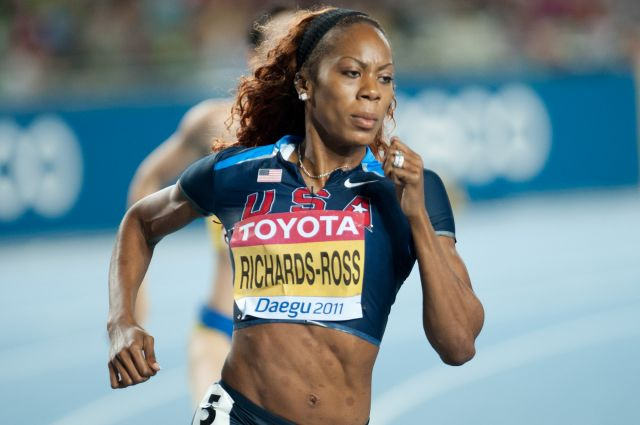
Titelverteidigerin Sanya Richards-Ross belegte Rang sechs
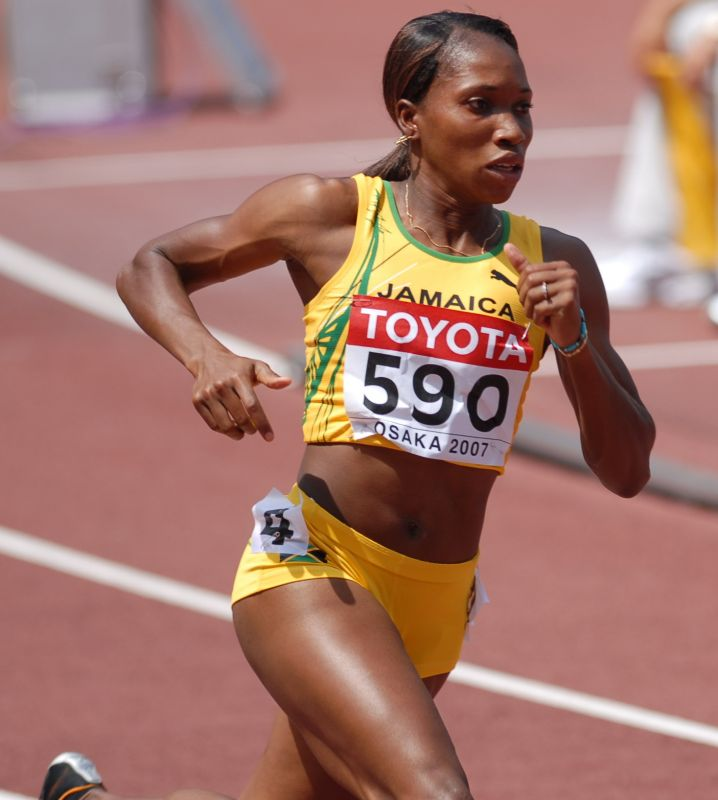
Novlene Williams-Mills erreichte Platz sieben
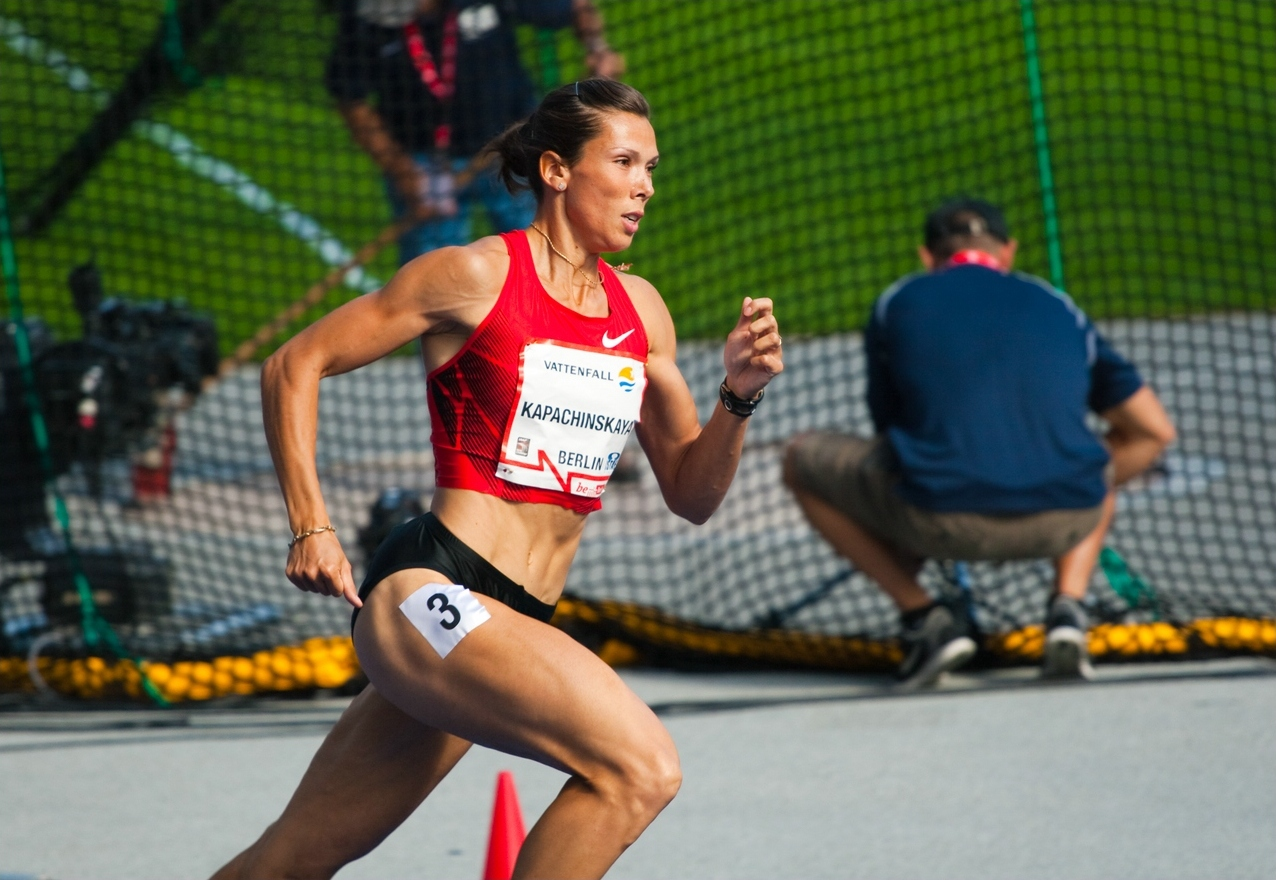
Die als Dopingsünderin enttarnte Anastassija Kapatschinskaja

## Video
- Amantle Montsho beats Allyson Felix in the Women's 400m Final, youtube.com, abgerufen am 2. Januar 2021